# Pelle Plutt
Pelle Plutt - ramsor och rim från gator och gårdar är en barnbok från 1983 med ramsor, sammanställd av Bengt af Klintberg och illustrerad av Eva Eriksson. Den gavs ut på Tidens förlag. ISBN 91-550-2721-0.

## Kortfilmen
2012 gjordes en filmatisering av den klassiska ramsan som på ett grafiskt sätt visar vad som händer i ramsans första vers.